# 綾部市立豊里小学校
綾部市立豊里小学校（あやべしりつ とよさとしょうがっこう）は、京都府綾部市栗町花貝にある公立小学校。
由良川北岸にあった綾部市立豊里東小学校と綾部市立豊里西小学校が、1999年（平成11年）4月に統合して発足した。

## 沿革

### 綾部市立豊里東小学校
綾部藩が設置した郷学校「広胖堂」に始まるとされる。明治時代に広胖小学校と改称。
- 1887年（明治20年） - 広胖尋常小学校に改称。
- 1893年（明治26年）月 - 以久田尋常小学校に改称。
- 1941年（昭和16年）4月1日 - 以久田国民学校と改称。
- 1947年（昭和22年）4月1日 - 何鹿郡以久田小学校と改称。
- 1949年（昭和24年）7月1日 - 何鹿郡以久田村が同郡小畑村を編入したのに伴い、豊里村立豊里東小学校と改称。
- 1955年（昭和30年）4月10日 - 何鹿郡豊里村が綾部市へ編入されたのに伴い、綾部市立豊里東小学校と改称。
- 1957年（昭和32年） - 佐賀地区（石原、小貝、私市、私市東）を校区に編入。
- 1999年（平成11年）3月 - 閉校。

### 綾部市立豊里西小学校
松原天王寺に校舎を置き、開校。
- 1874年（明治7年） - 松原高源寺に移転し、崇徳校と改称。
- 1889年（明治22年） - 物部善誘校の分校となっていたのが、何鹿郡小畑村の成立に伴い、小畑尋常小学校として独立。
- 1899年（明治32年） - 鍛冶屋町茅倉に移転。
- 1919年（大正8年） - 高等科を併設し、小畑尋常高等小学校と改称。
- 1941年（昭和16年）4月1日 - 小畑国民学校と改称。
- 1947年（昭和22年）4月1日 - 小畑村立小畑小学校と改称。
- 1949年（昭和24年）7月1日 - 何鹿郡小畑村が同郡以久田村へ編入されたのに伴い、豊里村立豊里西小学校と改称。
- 1955年（昭和30年）4月10日 - 何鹿郡豊里村が綾部市へ編入されたのに伴い、綾部市立豊里西小学校と改称。
- 1999年（平成11年）3月 - 閉校。

### 綾部市立豊里小学校
- 1999年（平成11年）4月 - 開校。当初は旧豊里東小学校の校舎を仮校舎として流用した。
- 2000年（平成12年）9月 - 新校舎が落成し、現在地へ移転。
- 2001年（平成13年）3月 - 運動場が完成。

## 通学区域
- 綾部市
  - 位田町（一部）、栗町、豊里町、舘町、今田町、大畠町、石原町、小貝町（一部）、私市町、小西町、鍛治屋町、小畑町

卒業生は基本的に綾部市立豊里中学校へ進学する。

## 周辺
由良川北岸の田園地帯。
- 京都府立農業大学校
- 豊里郵便局
- 由良川

## アクセス
- あやべ市民バス志賀南北線 栗町にて下車
- 京都府道9号綾部大江宮津線・京都府道74号舞鶴綾部福知山線沿い